# 板室温泉
板室温泉（いたむろおんせん）は、栃木県那須塩原市（旧国下野国）板室にある温泉。日光国立公園内の那須連山の西端、那珂川最上流の山あいに位置する。栃木県内では日光湯元温泉と並び国民保養温泉地に指定されている。

## 概要
平安期後冷泉天皇の時代である康平2年（1059年）3月、下野国那須郡の領主である那須宗重が狩りの際に発見したという。板室本村の人が隠居仕事として旅館を営むようになり温泉地となった。
以降「下野の薬湯」と称され、近世には那須七湯（なすしちゆ）に数えられる湯治場として知られるようになった。
1971年（昭和46年）3月23日に国民保養温泉地に指定されている。また「ふれあい・やすらぎ温泉地」にも選定されている。
市営入浴施設「板室健康のゆ グリーングリーン」以外の浴用利用施設はすべて源泉掛け流しである。泉質は単純温泉または硫酸塩泉で、湯温は31度から49度である。

## 湯治文化

### 綱の湯
板室温泉特有の入浴方法として綱の湯（つなのゆ）が知られる。
綱の湯は、持ち手となる綱を温泉小屋の梁に結わえて湯浴上に垂らし、湯治客はこれを握って腰以上の深度のある湯浴に立ったまま浸かって湯治を行う。水圧がかかるため血行が良くなり関節痛に効くとされる。初めは杖を必要とした湯治客も湯治の後には杖が不要となるほどに回復したといわれ、これより板室温泉は杖いらずの湯（つえいらずのゆ）とも呼ばれるようになった。
湯治の後、杖が不要となるまでに回復した湯治客は、板室に鎮座する板室温泉神社（いたむろゆぜんじんじゃ）を参拝し、不要となった杖を置いていくのが慣習であった。

### 板室温泉三大祈願
板室温泉神社、篭岩神社、木の俣地蔵尊の3つの治癒祈願所がある。

## 交通アクセス
- 鉄道利用の場合、JR東日本東北新幹線または宇都宮線の那須塩原駅または黒磯駅から関東自動車の路線バス 板室温泉行きで約35分終点下車、または両駅よりタクシーやレンタカー利用で約25分である。
- 高速バス利用の場合、バスタ新宿または王子駅から那須・塩原号を利用し戸田（板室温泉口）バス停で下車、関東自動車の路線バス利用となる。
- 自家用車利用の場合、東北自動車道の黒磯板室インターチェンジから栃木県道・福島県道369号黒磯田島線（通称「板室街道」）経由で約20分。同じく那須インターチェンジから栃木県道17号那須高原線（通称：那須街道）および栃木県道266号中塩原板室那須線経由で約30分[4]。

## 周辺のみどころ
周辺は日光国立公園那須地区内で、豊かな自然が広がる。

### 乙女の滝
乙女の滝（おとめのたき）は、栃木県那須塩原市にある那珂川支流「沢名川」（白笹山より流出する川）にある滝である。水は真夏でも冷水であり、滝壺下流付近の河原では、夏季に乙女の滝を訪れた観光客が水浴びする姿も目立つ。「乙女」の由来は諸説あり、滝上に立つ盲目の乙女（上流の沼ッ原湿原の主である盲目の蛇の化身）を見たという村人の伝承説や、滝の流れの優美さが乙女の髪として比喩されたとの説、滝壺に人魚が現れた説などがあるという。

### 沼ッ原湿原
沼ッ原湿原は那珂川上流部にある湿原。亜高山植物（ニッコウキスゲ、エゾリンドウなど）や野生動物（ツキノワグマやニホンザルなど）が生息し、地内には遊歩道として木道が設置されている。湿原に併設された沼ッ原駐車場は那須岳方面（南月山、茶臼岳牛ヶ首方面および三斗小屋温泉方面）へのトレッキングの基点でもある。オンシーズンは例年5月から10月上旬となっている。なおアクセス道（県道266号から分岐し沼ッ原に至る枝道）は冬季（例年、10月中旬から4月下旬まで）閉鎖となる。

### 深山ダム
深山ダムは那珂川上流にあるダムおよびダム湖。もともと那須野ヶ原の灌漑設備として計画されたが、最終的には電力発電設備「沼原揚水発電所」の下池としての機能を伴うものとして1973年（昭和48年）に完成、稼動開始した。